# Tengket
Tengket is een bestuurslaag in het regentschap Bangkalan van de provincie Oost-Java, Indonesië. Tengket telt 5411 inwoners (volkstelling 2010).